# Gmina Popovača
Gmina Popovača (chorw. Općina Popovača) – gmina w Chorwacji, w żupanii sisacko-moslawińskiej. W 2011 roku liczyła  11905 mieszkańców.